# Бориевые
Бориевые (Boryaceae) — семейство древовидных, хорошо засухоустойчивых цветковых растений, распространенных в Австралии.
Семейство относят к порядку спаржецветные, класс однодольные. Древесный облик этих растений, а также то, что ранее их относили к семейству лилейные, привело к тому, что эти растения называют лилейными древьями. До настоящего времени семейство не признавалось многими систематиками, и два рода семейства, Бория (Borya) и Алания (Alania), помещались в семейство агавовые или лилейные. Система APG III (2009) признает это семейство и помещает его в порядок спаржецветные, кладу монокот, основываясь на молекулярно-филогенетических исследованиях, доказывающих родство этих двух родов. Эти два рода содержат около дюжины видов, распространенных в Австралии.

## Таксономия
В семействе выделяют следующие роды:
- Borya Labill. (1805) — Бория
- Alania Endl. (1836) — Алания